# Vidzsajavádá
Vidzsajavádá (telugu nyelven: విజయవాడ, angolul: Vijayawada) város Indiában, Ándhra Prades államban. A Krisna folyó deltájánál fekszik. A szövetségi állam 3. legnagyobb városa, lakossága 1 millió, elővárosokkal 1,5 millió fő volt 2011-ben.
Kereskedelmi központ, az ország egyik legnagyobb vasúti csomópontja. A városban járműkarosszériát, fogyasztási cikkeket, textilipari cikkeket, élelmiszert állítanak elő.
A város szélén található a közel 1 km hosszú Prakásam-duzzasztógát. Majdnem 1,2 millió hektár földet öntöznek a segítségével.

## Látnivalók
A hegytetőn (Indrakeeladri Hill) a város istenségének szentelt Kánaka Durgá hindu templom népszerű zarándokhely. Innen nagyszerű kilátás nyílik a városra.
A közeli Mogalrádzsapuram (Mogalrajapuram, 3 km keletre) és Undavalli (4 km délre) 5-7. századi sziklatemplomairól híres. 30 km-re Amaravati-ban egy 2000 éves buddhista sztúpa romjai állnak.

## Fordítás
- Ez a szócikk részben vagy egészben  a   Vijayawada című angol Wikipédia-szócikk fordításán alapul.  Az eredeti cikk szerkesztőit annak laptörténete sorolja fel. Ez a jelzés csupán a megfogalmazás eredetét és a szerzői jogokat jelzi, nem szolgál a cikkben szereplő információk forrásmegjelöléseként.
- Ez a szócikk részben vagy egészben  a   Vijayawada című német Wikipédia-szócikk fordításán alapul.  Az eredeti cikk szerkesztőit annak laptörténete sorolja fel. Ez a jelzés csupán a megfogalmazás eredetét és a szerzői jogokat jelzi, nem szolgál a cikkben szereplő információk forrásmegjelöléseként.